# Decollatura
Decollatura est une commune italienne de la province de Catanzaro, dans la région Calabre.

## Géographie
La commune se situe dans la vallée du mont Reventino. 

## Histoire
Les premiers habitants venaient principalement de Motta Santa Lucia et se sont installés sur le territoire de la commune à partir du XVIe siècle. Dans ces lieux sont nés le patriote Francesco Stocco, le poète Michele Pane et le littéraire Luigi Costanzo.

## Administration
| Période                                  | Période  | Identité    | Étiquette | Qualité |
| ---------------------------------------- | -------- | ----------- | --------- | ------- |
| 30 mai 2006                              | En cours | Mario Perri |           |         |
| Les données manquantes sont à compléter. |          |             |           |         |

### Hameaux
San Bernardo, Casenove (où se trouve la mairie), Cerrisi, Tomaini et Adami
Adami est un hameau de la commune distant de Decollatura d’environ 3 km.

Localité de montagne sur les pentes du mont Reventino. L’altitude est de 1300m à Serralta.

Les personnalités suivantes sont natives d’Adami :
- Francesco Stocco, général de Garibaldi
- le poète Michele Pane
- L’écrivain Luigi Costanzo

### Communes limitrophes
Conflenti, Gimigliano, Motta Santa Lucia, Pedivigliano, Platania, San Pietro Apostolo, Serrastretta, Soveria Mannelli

### Jumelages
- Danbury (États-Unis)

## Transports
La commune est reliée par voie ferrée à Catanzaro et à Lamezia Terme.